# Aplysinopsis
Aplysinopsis is een geslacht van sponsdieren uit de klasse van de Demospongiae (gewone sponzen).

## Soorten
- Aplysinopsis bergquistae van Soest, Kaiser & Van Syoc, 2011
- Aplysinopsis elegans Lendenfeld, 1888
- Aplysinopsis lobosa Burton, 1932